# Messaggio di fine anno

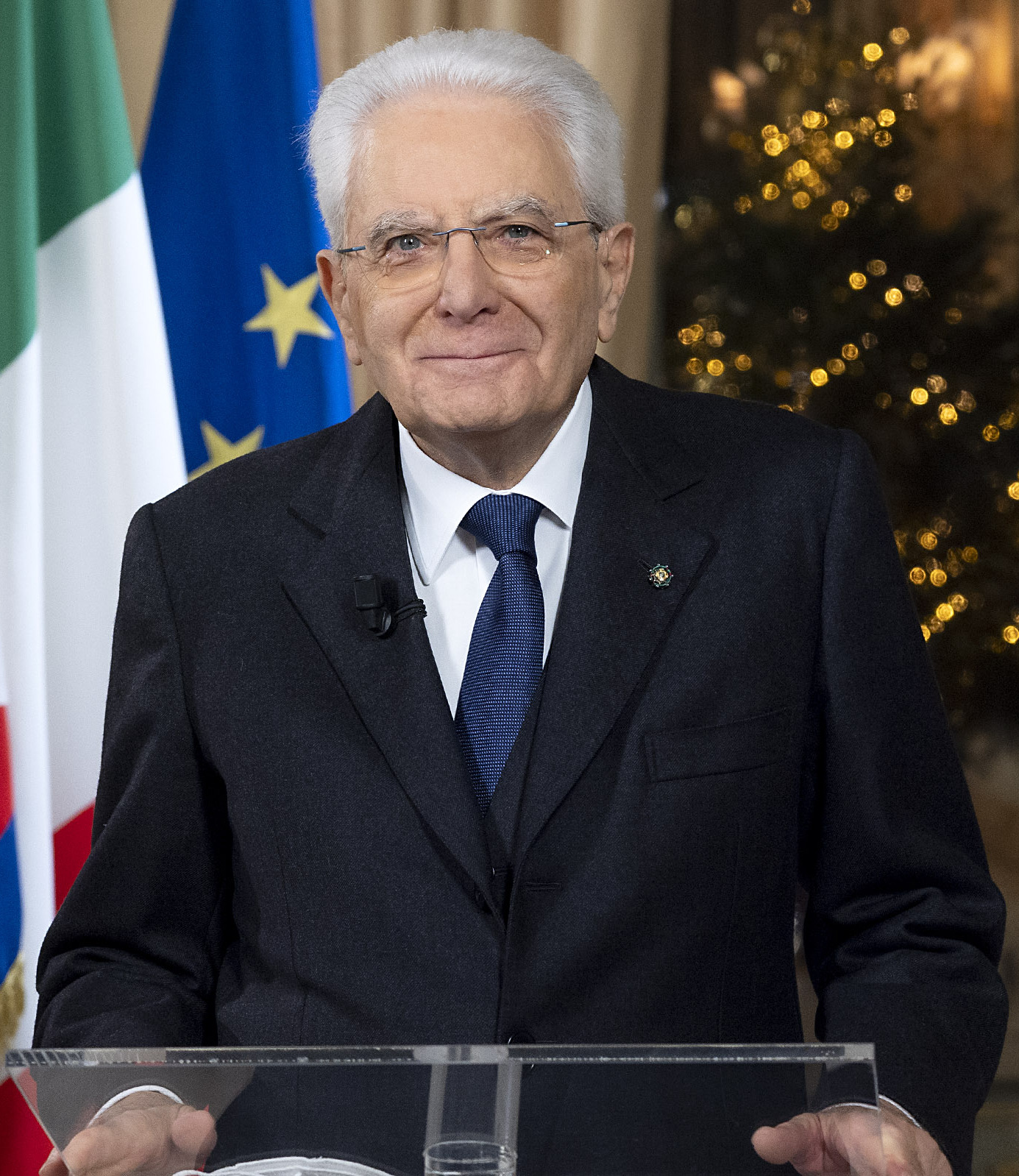
Il Presidente italiano Sergio Mattarella in occasione del discorso di fine anno nel 2022.

Il messaggio di fine anno è un discorso con il quale i capi di Stato (ma anche di governo) del mondo si rivolgono al proprio popolo, solitamente la sera della Vigilia di Capodanno oppure il giorno di Natale (ma, in alcuni casi anche a Capodanno, alla Vigilia di Natale o, in generale, durante il periodo festivo invernale), fornendo un consuntivo dei traguardi e degli obiettivi politici, sociali ed economici raggiunti nell'anno solare, terminando in genere con i propositi per l'anno successivo. Sovente, è presente un riferimento ad eventi particolarmente significativi per il paese avvenuti durante l’anno.

## Modalità dei messaggi nel mondo

### Canada
Il Governatore generale del Canada fa il suo messaggio alla nazione il 31 dicembre.

### Commonwealthdelle nazioni
Nel Commonwealth delle nazioni, dal 1932 il sovrano del Commonwealth annualmente fa il suo messaggio alle nazioni membro nel giorno di Natale (il 25 dicembre). Il messaggio, che inizialmente veniva trasmesso via radio, venne trasmesso a mezzo televisivo solo a partire dal 1957 (Royal Christmas Message).

### Danimarca
Il Sovrano del Regno di Danimarca fa il suo discorso il 31 dicembre a reti radiotelevisive unificate.

### Finlandia
Il Presidente finlandese manda il suo messaggio alla popolazione il giorno di Capodanno (1º gennaio).

### Francia
In Francia, il 31 dicembre, il Presidente della Repubblica francese fa alla nazione un messaggio analogo a quello del Presidente della Repubblica italiana (in francese, Vœux présidentiels du 31 décembre).

### Germania
In Germania, la tradizione dei discorsi alla nazione inizia nel 1949; il Cancelliere tedesco Konrad Adenauer faceva il suo discorso nel giorno di Natale, mentre il Presidente Theodor Heuss lo faceva in occasione del nuovo anno. A partire dal 1969 la tradizione si è capovolta, per cui attualmente il Presidente fa un discorso di Natale e il Cancelliere un discorso per l'anno nuovo.

### Irlanda
Il discorso del Presidente della Repubblica d'Irlanda viene trasmesso nei giorni tra il 15 ed il 22 dicembre (negli ultimi tre anni si è deciso di usare il 20 come data convenzionale).
Esso, inoltre, viene tenuto sia in inglese che in gaelico.

### Italia

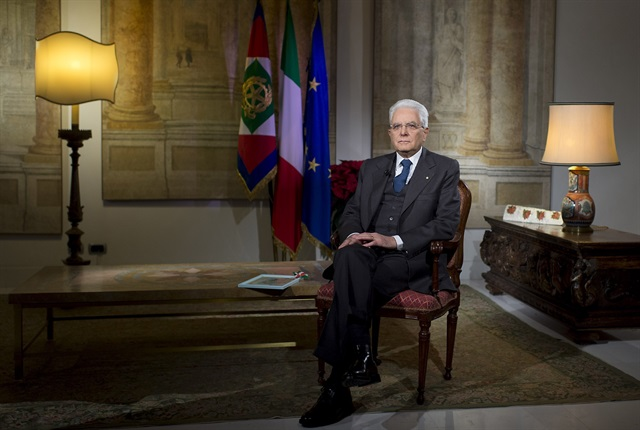
Il Presidente della Repubblica italiana Sergio Mattarella parla durante il messaggio di fine anno del 2016

Il Messaggio di fine anno del Presidente della Repubblica agli italiani è il discorso con cui il Presidente della Repubblica Italiana fornisce alla popolazione nazionale un consuntivo dei traguardi politici, sociali e comunitari raggiunti nell'anno solare che termina e stabilisce i propositi per l'anno successivo.
Si svolge, senza alcuna interruzione, dal 1949 (presidenza di Luigi Einaudi) il 31 dicembre di ogni anno alle 20:30 ed è diffuso a reti unificate sui principali canali televisivi e radiofonici nazionali, in diretta dal Palazzo del Quirinale (ad eccezione del 1984 quando l'allora Presidente della Repubblica Sandro Pertini lo rivolse da Selva di Val Gardena) e dura tra i 15 e i 20 minuti.
In uno studio comparato del 2006 sui messaggi dei presidenti (quindi fino a Carlo Azeglio Ciampi), Sandro Pertini e Oscar Luigi Scalfaro appaiono quelli più personalmente caratterizzati. A tutti i messaggi di fine anno dei presidenti italiani si applica tuttavia la supposizione, avanzata dai ricercatori autori dello studio, che i testi derivino dall'apporto linguistico di almeno due persone diverse.
La Rai lo produce per conto della struttura Rai Quirinale e lo trasmette su tutte le tre reti principali (Rai 1, Rai 2 e Rai 3, anche in alta definizione) e su Rai News 24. Rai 2, o in alternativa Rai 3, lo trasmette avvalendosi di un interprete LIS del TG2, o in alternativa TG3, per i non udenti.
Il messaggio va in onda anche sui canali Mediaset e venne trasmesso inizialmente solo su Canale 5 tramite un collegamento del TG5 (anche in alta definizione) con simulcast su TGcom24. Dal 2014 va in onda anche su Rete 4 (dapprima in differita e successivamente in diretta tramite un collegamento con la trasmissione 4 di sera) ma su Italia 1 non è stato mai trasmesso.
LA7 lo diffonde con un collegamento del TG LA7, Sky invece lo trasmette in alta definizione su Sky TG24. Viene proposto in diretta anche su TV2000. 
Dal 2020, anche San Marino RTV lo trasmette tramite simulcast della diretta di Rai 1, allo stesso modo in cui viene attualmente trasmesso anche da RTL 102.5 TV, Telepace e alcune TV locali.
Inoltre viene irradiato tramite satellite per la trasmissione internazionale, tramite i canali per gli italiani all'estero tra cui: Rai Italia, Mediaset Italia e La7 Italia.

### Paesi Bassi
Il Re dei Paesi Bassi tiene il suo discorso alla nazione nel giorno di Natale alle ore 13, trasmesso dalle principali reti televisive.

### Polonia

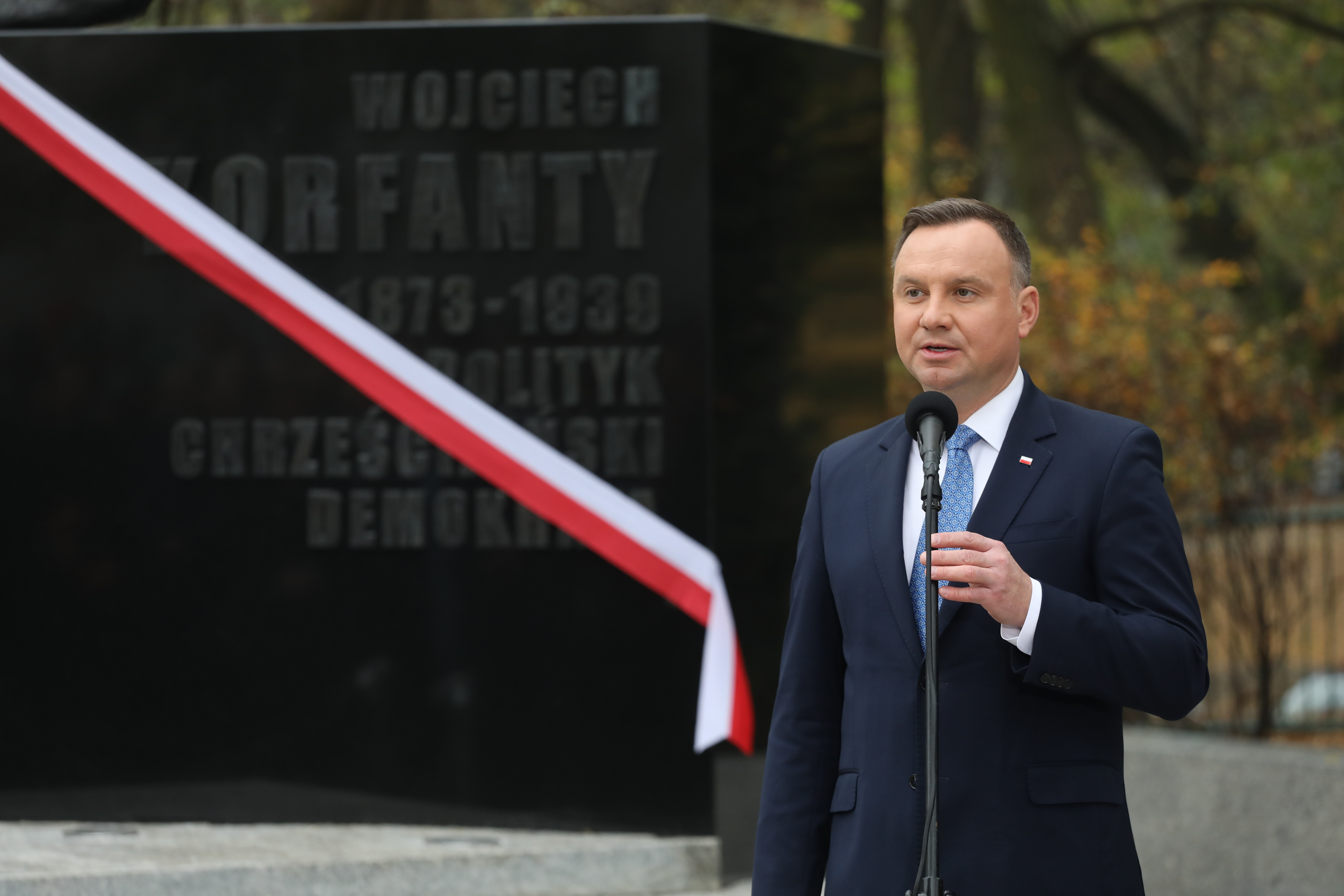
Andrzej Duda, Presidente della Repubblica di Polonia, parla durante il messaggio di Capodanno del 2019

Il Messaggio di Capodanno del Presidente della Repubblica di Polonia (Noworoczne orędzie Prezydenta RP) va in onda il 31 dicembre alle 19:30 dal Palazzo Presidenziale di Varsavia sulle principali reti televisive polacche, dalla statale TVP alla privata TVN. 
La durata media si attesta sui 5 minuti e oltre ad augurare buon anno ai compatrioti il presidente sostiene un breve discorso, spesso incentrato su parole chiave, riassumendo i progressi politici e sociali avvenuti nel corso dell'anno terminante ed elencando i propositi per quello seguente.

### Regno Unito
Nel Regno Unito e nel Commonwealth delle nazioni, dal 1932 il sovrano del Commonwealth fa annualmente il suo messaggio alle nazioni membri nel giorno di Natale (il 25 dicembre). Il messaggio, che inizialmente veniva trasmesso via radio, viene trasmesso a mezzo televisivo alle ore 15, solo a partire dal 1957 (Royal Christmas Message).
La Regina Elisabetta solitamente registrava il messaggio al castello di Windsor, dove si trovava nel periodo natalizio, tuttavia, in alcune occasioni la sovrana ha parlato alla nazione anche da Buckingham Palace, o dal castello di Balmoral, in Scozia.
Il Primo ministro, invece, invia un breve messaggio in occasione della fine dell'anno.

### Russia
Il 31 dicembre, alle ore 23:50, il Presidente della Federazione Russa trasmette il suo messaggio in televisione, a reti unificate. Il messaggio, in lingua russa, dura circa dieci minuti, fino allo scoccare dell'anno nuovo.
Dato che la Russia attraversa dieci fusi orari, da UTC+2 a UTC+12, il messaggio viene preventivamente registrato, per poter essere mandato in onda alle 23:50 di ogni località.
Nel 2022, a causa della guerra in Ucraina, per la prima volta viene annullato tale messaggio.

### Spagna
Il giorno della vigilia di Natale (24 dicembre), il Re di Spagna parla a reti unificate per il Discurso Nacional de S.M. el Rey. 
La tradizione del discorso alla nazione iniziò con il dittatore Francisco Franco nel 1937, come messaggio di fine anno. Quando, nel 1975, Juan Carlos I gli successe come capo di Stato, in qualità di re, il discorso fu spostato alla vigilia di Natale e tenuto dal re stesso. Il discorso viene trasmesso sempre alle ore 21, quasi sempre dal Palazzo della Zarzuela (residenza dei reali di Spagna), dura circa 15 minuti e si chiude con gli auguri in castigliano, catalano, basco e galiziano.

### Svezia
Il sovrano di Svezia dà alla popolazione il suo messaggio augurale nel giorno di Natale.

### Ungheria
L'origine del discorso nel paese deriva dall’abitudine del Presidente ungherese Mátyás Szűrös di fare il suo discorso alla nazione sin dal 1989. In origine, il messaggio veniva trasmesso nella notte di Capodanno esattamente a mezzanotte, ma l'attuale prassi, tuttavia, vuole che il messaggio sia trasmesso alle ore 12 del giorno di Capodanno.